# Bugatti step
Klavírní foxtrot Bugatti step je skladba českého skladatele, klavíristy, improvizátora a dirigenta Jaroslava Ježka, který je považován za průkopníka jazzové hudby v Československu. Jaroslav Ježek byl autorem taneční, divadelní, filmové, ale i vážné hudby s inspirací v jazzu; mnohé jeho písně již zlidověly a jsou dodnes velmi oblíbené. Jeho skladba Bugatti step vznikla na podzim 1930 k divadelní hře Don Juan & Comp. a díky tanečnímu charakteru, ale i zároveň nesmírné virtuozitě se dodnes řadí k nejoblíbenějším a nejhranějším Ježkovým skladbám, ať už v klavírní či orchestrální podobě.

## Název
Jaroslav Ježek se nechal inspirovat vozem značky Bugatti, který vyhrál závod na Masarykově okruhu v Brně v roce 1930. Zároveň byla tato skladba poctou české automobilové závodnici Elišce Junkové, která rovněž závodila ve voze Bugatti (např. v závodu Targa Florio). Inspirace automobilovými závody je patrná i ze samotné kompozice, která je vystavěna na intervalu kvarty a celou skladbu také prostupuje rytmický puls, který nápadně připomíná čtyřtaktní motor.

## Don Juan & Comp.
Revue o 7 obrazech z pera Jiřího Voskovce a Jana Wericha měla premiéru 13. ledna 1931 a dočkala se 114 repríz. Bugatti step se v ní objevil jako předehra k celé hře. Hra se zabývá starou legendou, obrací ji však na ruby: španělský záletník je zde nezkušeným mladíkem, kterého svedou ženy. Námět stačil Ježkovi k tomu, aby příhodu obdařil jednou ze svých nejkrásnějších partitur (tango Prodám srdce, waltz dona Juana, blues Prázdná náruč...).

## Rozbor
Celá skladba je v tempu Allegro molto. Tempo se vůbec nemění a právě i proto připomíná motor auta, který stále šlape. Má celkem 91 taktů. Prvních 8 taktů je taková předehra ke známému motivu, který se ve skladbě opakuje. Předehra a první část jsou zkomponovány v tónině Es dur, druhá část v As dur. Na konci skladby je sedmitaktová coda. Bugatti step je plný akcentů, kontrastů, crescend a decrescend.